# Rosa centifolia
Rosa centifolia là loài thực vật có hoa trong họ Hoa hồng. Loài này được Carolus Linnaeus miêu tả khoa học đầu tiên năm 1753.

## Hình ảnh

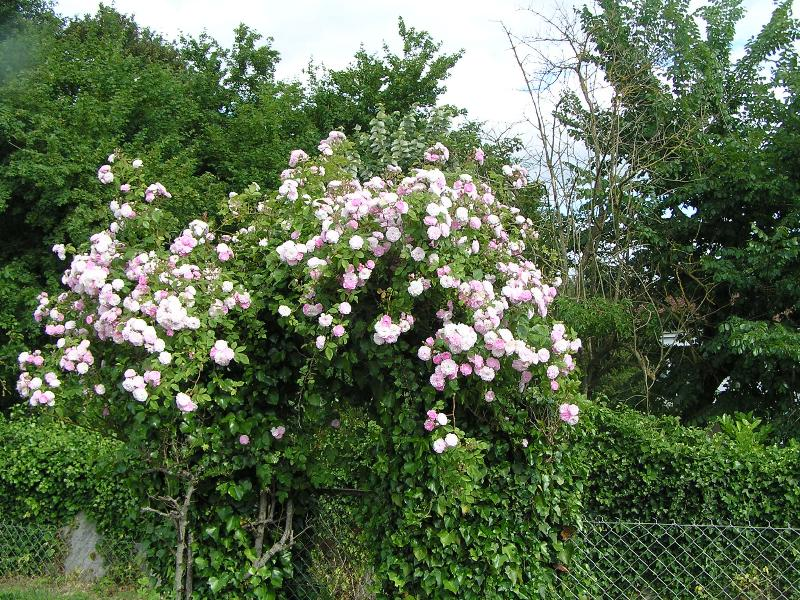
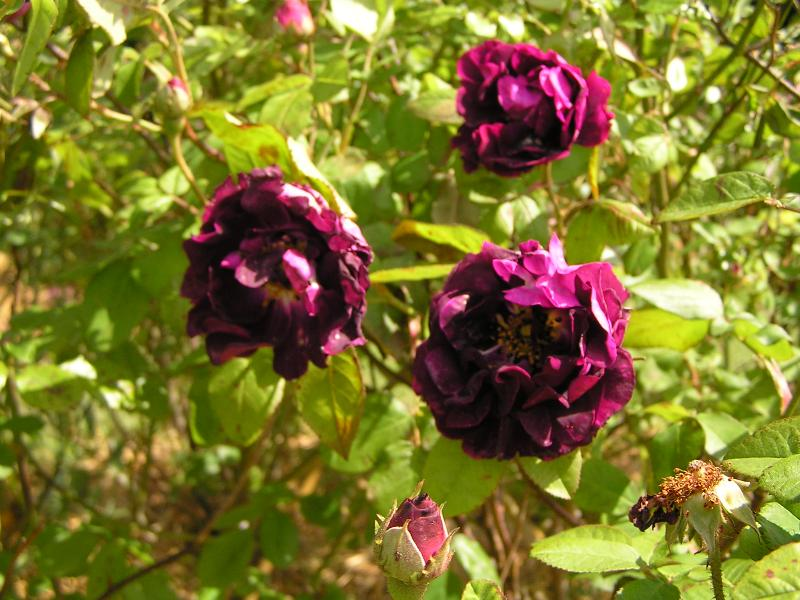
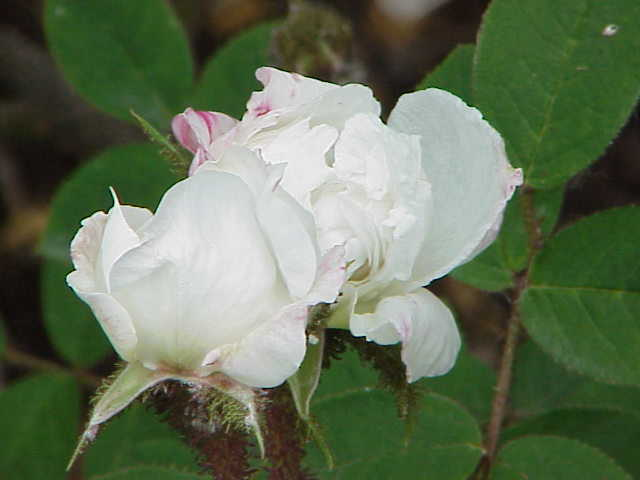
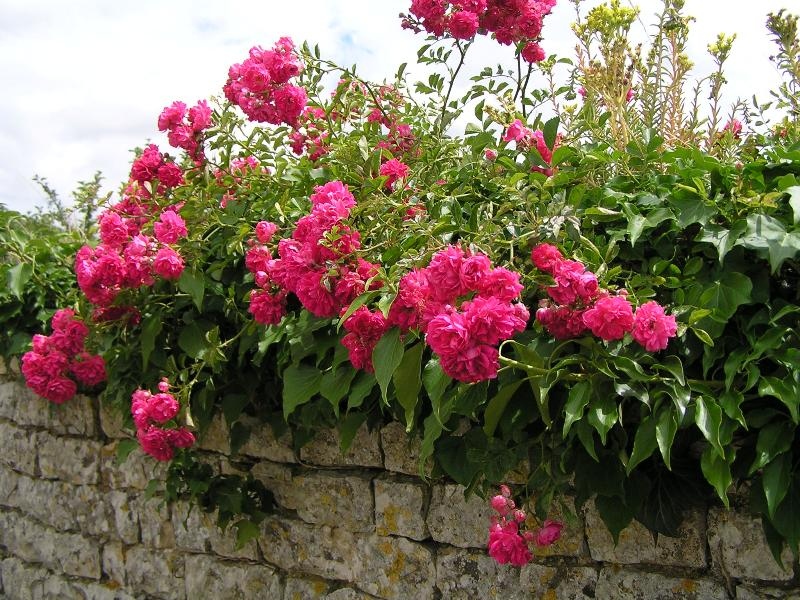